# Hobomock
Hobomock (Chepi), U tradicijama Indijanaca Wampanoaga i Narragansetta, Hobomock je bio manito (duh) smrti-- destruktivno, često zlo biće koje je obično u suprotnosti s Kautantowitom (Kitanitowit). Hobomock se ponekad nazivao i "Chepi", što znači "duh" na Wampanoagu. Hobomock je predmet mnogih Wampanoag 'bauk'-priča, upozoravajući djecu na opasno ili zločesto ponašanje. U drugim legendama, Hobomock izvodi jezive trikove s odraslima, poput krađe njihovih kapaka kako više nikada ne bi mogli zaspati ili izvrtanja stopala kako bi postali hromi. Nakon uvođenja kršćanstva, ljudi plemena Wampanoag i Narragansett počeli su poistovjećivati Hobbomocka s Vragom.